# Powerstroke
Powerstroke is een Belgische metalband met Zelzate (Meetjesland) als thuisbasis. De band werd opgericht in 2007 door Maarten Geeraerts. Het genre van Powerstroke laat zich moeilijk bepalen, maar is een mix van groovemetal, deathmetal, thrashmetal, heavy metal, nu metal, hardcore, alternative rock, grunge, punk en pop. Deathpop dekt hierbij de lading.
Powerstroke speelde op festivals zoals Wacken Open Air, Graspop Metal Meeting, Alcatraz en Antwerp Metal Fest. De band ging op tournee met Body Count (Ice-T), Pro-Pain, Death Angel, Agent Steel, Evildead, enzovoort. Powerstroke was ook supportband van onder andere Crowbar, Ryker's, The Haunted, Six Feet Under, The Shining en Rotting Christ.

## Artiesten
- Maarten Geeraerts (Marty) - gitarist en achtergrondzang
- Jelle Druyts (The Jelly-Man)  - gitarist en achtergrondzang
- Bavo Reyniers (El Rey) - zanger
- Tom Cornelis (Magnum) - bassist en achtergrondzang
- Kjell de Raes (Rage-Boy) - drummer

## Discografie
- Once... We Were Kings, Apache Productions, 26 februari 2010[1]
- Awaken The Beast, Ultimate Records, 27 januari 2012[2]
- In For A Penny, In For A Pound, Mighty Music/Spinal Records, 18 maart 2014[3]
- Done Deal, Spinal Records, 2016
- Omissa, Bret Hard Records/Rough Trade Distribution, 2018
- Single 'Until The Fat Lady Sings' met Stef Bos en Slongs, 2019
- The Path Against All Others, MartyGras/Graviton/Suburban, 2020
- Diamonds Made Of Scars, MartyGras/Graviton/Suburban, 2022